# Ábrahám (település)
Ábrahám (korábbi nevén Szentábrahám, szlovákul: Abrahám) község Szlovákiában, a Nagyszombati kerület Galántai járásában.

## Fekvése
Galántától 11 km-re északnyugatra fekszik.

## Története
A régészeti leletek tanúsága szerint területén már a történelem előtti időkben is éltek emberek. Az újkőkorszakból kerültek itt elő használati tárgyak. Az 1. és a 4. század közötti időszakban kvád település. A népvándorlás korában, az 5. században rövid időszakra keleti gótok telepedtek itt le.
1231-ben Sanktus Abrahám néven Sebes bazini és szentgyörgyi gróf végrendeletében említik először, melyben a birtokot fiára, Ábrahámra hagyta. 1266-ban Szenti Abraam alakban szerepel okiratban. A semptei uradalom részeként előbb a Thurzók, majd az Eszterházyak birtokolták. 1561-ben kőtemplomot építettek a településen, amely később elpusztult. Helyette átmenetileg egy fatemplom épült, melynek helyén 1782-ben Eszterházy Károly felépíttete a mai későbarokk templomot. 1817-től a cseklészi uradalom része volt. Iskolája a 19. század elején épült. Lakói főként mezőgazdasággal foglalkoztak.
Vályi András szerint „ÁBRAHÁM. Szent Ábrahám, tót falu Poson Vármegyében, birtokos Ura Gróf Eszterházy Uraság, lakosai katolikusok, fekszik Dudvág vízéhez közel, puszta Födémestöl egy mértföldnyire, határja gazdag, réttye, legelője, fája elég, itatója, eladásra való módgya alkalmatos, mellyek szerént első Osztálybéli”.
1920 előtt Pozsony vármegye Nagyszombati járásához tartozott.

## Népessége
| Év:            | 1994. | 2004.   | 2014.   | 2024.   |
| -------------- | ----- | ------- | ------- | ------- |
| Emberek száma: | 1140  | 1079    | 1038    | 1112    |
| Eltérés:       |       | -5,35 % | -3,79 % | +7,12 % |

| Év:            | 2023. | 2024.   |
| -------------- | ----- | ------- |
| Emberek száma: | 1125  | 1112    |
| Eltérés:       |       | -1,15 % |

1880-ban 1019 lakosából 23 magyar és 935 szlovák anyanyelvű volt.
1890-ben 1077 lakosából 102 magyar, 39 német és 930 szlovák anyanyelvű volt. Ebből 1040 római katolikus, 25 izraelita, 7 evangélikus és 3 református vallású volt.
1900-ban 1240 lakosából 40 magyar és 1151 szlovák anyanyelvű volt.
1910-ben 1292 lakosából 69 magyar, 29 német és 1190 szlovák anyanyelvű volt. Ebből 1269 római katolikus, 21 izraelita és 1 református vallású volt.
1921-ben 1341 lakosából 19 magyar, 12 német, 1283 csehszlovák, 3 egyéb nemzetiségű és 24 állampolgárság nélküli volt. Ebből 1325 római katolikus, 13 izraelita és 3 evangélikus vallású volt.
1930-ban 1395 lakosából 22 magyar és 1357 csehszlovák volt.
1970-ben 1560 lakosából 1556 szlovák volt.
1980-ban 1391 lakosából 4 magyar és 1382 szlovák volt.
1991-ben 1219 lakosából 11 magyar és 1200 szlovák volt.
2001-ben 1136 lakosából 14 magyar és 1115 szlovák volt.
2011-ben 1065 lakosából 1029 szlovák, 11 magyar, 1-1 cigány és cseh, orosz, 2 egyéb és 20 ismeretlen nemzetiségű. Ebből 1019 szlovák, 13 magyar és 26 ismeretlen anyanyelvű. Ebből 912 római katolikus, 14 evangélikus és 92 nem vallásos volt.
2021-ben 1120 lakosából 11 (+3) magyar, 1 (+1) cigány, 1084 (+4) szlovák, 8 (+4) egyéb és 16 ismeretlen nemzetiségű volt.

### Népességének nemzetiségek szerinti alakulása
| Ábrahám (település) lakosságának nemzetiségi megoszlása | Ábrahám (település) lakosságának nemzetiségi megoszlása | Ábrahám (település) lakosságának nemzetiségi megoszlása |
| ------------------------------------------------------- | ------------------------------------------------------- | ------------------------------------------------------- |
| szlovák                                                 |                                                         | 1190 fő (92%)                                           |
| magyar                                                  |                                                         | 69 fő (5%)                                              |
| német                                                   |                                                         | 29 fő (2%)                                              |
| egyéb                                                   |                                                         | 4 fő (0%)                                               |
| *1910. évi népszámlálási adatok                         |                                                         |                                                         |

| Ábrahám (település) lakosságának nemzetiségi megoszlása | Ábrahám (település) lakosságának nemzetiségi megoszlása | Ábrahám (település) lakosságának nemzetiségi megoszlása |
| ------------------------------------------------------- | ------------------------------------------------------- | ------------------------------------------------------- |
| szlovák                                                 |                                                         | 1115 fő (98%)                                           |
| magyar                                                  |                                                         | 14 fő (1%)                                              |
| német                                                   |                                                         | 0 fő (0%)                                               |
| egyéb                                                   |                                                         | 7 fő (1%)                                               |
| *2001. évi népszámlálási adatok                         |                                                         |                                                         |

| Ábrahám (település) lakosságának nemzetiségi megoszlása | Ábrahám (település) lakosságának nemzetiségi megoszlása | Ábrahám (település) lakosságának nemzetiségi megoszlása |
| ------------------------------------------------------- | ------------------------------------------------------- | ------------------------------------------------------- |
| szlovák                                                 |                                                         | 1029 fő (97%)                                           |
| magyar                                                  |                                                         | 11 fő (1%)                                              |
| egyéb                                                   |                                                         | 25 fő (2%)                                              |
| *2011. évi népszámlálási adatok                         |                                                         |                                                         |

## Nevezetességei
- Szent Ábrahám tiszteletére szentelt római katolikus temploma 1782-ben épült.
- A templom előtti barokk kereszt 1759-ben készült.
- A község szecessziós kastélya, az Esterházy-kastély 1899-ben épült Josef Urban tervei szerint.
- Régészeti feltárások:
  - Kvád sírleletek;
  - A 2. századból származó római, bronz konyhai szűrőkanál-készlet a feltárások jelentősebb leletei közé tartozik;
  - Keleti gót sírleletek az 5. századból.